# Florence Basket
L'Associazione Sportiva Dilettantistica Florence Basket è la principale società di pallacanestro femminile di Firenze.
È stata fondata nel 1974 e gioca al PalaSanMarcellino.

## Storia
L'S.B. Florence è stata fondata il 10 settembre 1974 e inizialmente possedeva solo una formazione maschile che partecipava ai campionati regionali. Nel 1976, Mario Bastianini è diventato presidente della società ed ha aperto il settore femminile. Inizialmente, la squadra viola è partita dalla Promozione, partecipando anche a tutti i campionati giovanili.
Dal 1982 al 1985 la Florence milita in Serie C. L'esordio in Serie B avviene nel 1985-1986, seguito da due promozioni consecutive, in Serie A2 e, nel 1986-87, in Serie A1. All'esordio nella massima serie, però, la Florence (che viene ribattezzata A.S. Florence Pallacanestro) retrocede subito. Dal 1988 al 1999 i viola rimangono in A2, partecipando anche all'A2 d'Eccellenza. L'unica parentesi è la stagione nella massima serie nel 1994-95.
Nel 1998-99 retrocedono in Serie B. Nel 2001 avviene la fusione con l'Honey Basket Montecatini Terme e la società diventa Zanders Autocopy Montecatini. Con questa denominazione, nel 2003 viene ammessa alla nuova Serie B d'Eccellenza. Ritornata a Firenze, con il nuovo sponsor Il Fotoamatore la Florence Basket disputa i play-off per la promozione nel 2004, nel 2005, nel 2006 e infine conquista la promozione nel 2007.
Il campionato di A2 2007-2008, viene affrontato con l'organico che ha ben figurato durante la precedente stagione, con l'aggiunta dell'ala bulgara Katya Yankeva e della giovane play livornese Ariella Balestri.
Dopo un inizio difficile dovuto anche alla mancanza di esperienza e ad infortuni che hanno colpito a turno alcune atlete, la squadra ha effettuato un girone di ritorno a ritmi da play off, classificandosi al nono posto e riuscendo a ottenere la salvezza diretta, senza passare dalla lotteria dei play out.

## Cronistoria
| Cronistoria della Florence Basket. |
| --- |
| - 1974 · fondazione della SB Florence. - 1985-86 · 1ª in Serie B, vince i play-off, promossa in Serie A2. - 1986-87 · 3ª nel Girone A di Serie A2, 2ª nella Poule promozione, promossa in Serie A1. - 1987 · diventa Florence Pallacanestro. - 1987-88 · Master Loom, 15ª in Serie A1, retrocessa in Serie A2. - 1988-90 · in Serie A2. - 1990-1991 · 5ª nel Girone Nord di Serie A2. - 1991-1995 - 1994-95 · TMC, 13ª in Serie A1, retrocessa in Serie A2 d'Eccellenza. - 1995-96 · 5ª nel Girone A di Serie A2 d'Eccellenza, 1ª in Poule Salvezza. - 1996-97 · nel Girone A di Serie A2 d'Eccellenza, 5ª nella Poule Salvezza. - 1997-98 · 11ª in Serie A2 d'Eccellenza, ammessa in Serie A2. - 1998-99 · Zanders, 13ª nel Girone B di Serie A2, retrocessa in Serie B. - 2001 · si fonde con l'Honey Basket Montecatini Terme e si trasferisce a Montecatini Terme. - 2003 · ritorna a Firenze e diventa Florence Basket, con il nuovo sponsor Il Fotoamatore . - 2003-04 · 2ª in Serie B d'Eccellenza, semifinale nazionale promozione. - 2004-05 · 6ª in Serie B d'Eccellenza, quarti di finale promozione. - 2005-06 · 2ª nel girone C della Serie B d'Eccellenza, semifinale promozione. - 2006-07 · 3ª nel girone C della Serie B d'Eccellenza, vince i play-off promozione, promossa in Serie A2. - 2007-08 · 9ª nel Girone Nord di Serie A2. - 2008-09 · 11ª nel Girone Sud di Serie A2, salva ai play-out. - 2009-10 · 14ª nel Girone Sud di Serie A2, sconfitta ai play-out, retrocessa in Serie B d'Eccellenza e poi ripescata. - 2010-11 · 13ª nel Girone Sud di Serie A2, salva ai play-out. - 2011-12 · 14ª nel Girone Sud di Serie A2, retrocessa in Serie A3 e poi rinuncia all'iscrizione. - 2012-13 · 1ª nel girone toscano di Serie B, perde lo spareggio promozione. - 2013-14 · 2ª nel girone toscano di Serie B, secondo posta nel triangolare di uno spareggio promozione. - 2014-15 · 2ª nel girone toscano di Serie B, perde la finale promozione. - 2015-16 · 2ª nel girone toscano di Serie B, quarti di finale degli spareggi promozione. - 2016-17 · 9ª nel girone toscano di Serie B, vince lo spareggio salvezza. - 2017-18 · 6ª nel girone toscano di Serie B. - 2018-19 · 11ª nel girone toscano di Serie B. - 2019-20 · nel girone toscano di Serie B. (Campionato interrotto per pandemia) - 2020-21 · non disputa il campionato. - 2021-22 · 11ª nel girone toscano di Serie B, salva ai play-out. |